# 1-й Польский корпус (Российская империя)
1-й Польский корпус (пол. I Korpus Polski w Rosji) — высшее тактическое соединение польских войск в России. Численность корпуса на 15 января 1918 года была 29 тысяч человек, а в мае 1918 года — 23661 человек.

## История корпуса
В 1914 году, во время Первой мировой войны, в России возникла идея создания противовеса австро-венгерским польским легионам. В результате воплощения этой идеи в марте 1915 года на Западный фронт был отправлен 1-й Польский легион и два эскадрона польских улан. В сентябре 1916 года из офицеров и солдат русской армии польского происхождения была сформирована Польская стрелковая бригада, которая в январе — феврале 1917 года была развёрнута в 1-ю польскую стрелковую дивизию, эскадроны улан объединены в Польский уланский дивизион (с мая 1917 года — Польский уланский полк).
Польский корпус был создан 24 июля 1917 года по инициативе Национального польского комитета, на основе 1-й Польской стрелковой дивизии. Укомплектован был солдатами русской армии польского происхождения, служившими на Северном и Западном фронтах. По предложению Национального польского комитета генерал Корнилов 6 августа 1917 года назначил командиром корпуса генерала Юзефа Довбор-Мусницкого.
Формирование корпуса проходило в атмосфере спешки. Русская армия понесла тяжёлые потери. В тылу был полный развал. Неприязненное отношение к формированию корпуса высказали даже польские левые силы. Генерал Ю. Довбор-Мусницкий всё же энергично приступил к формированию корпуса. Особенно разборчиво он относился к выбору офицеров. Основой нового формирования стала Польская стрелковая дивизия.
Первоначально корпус был предназначен для отправки на фронт, как только достигнет уровня боевой готовности. Но ситуация на фронтах и внутри самой России привели к изменению задач корпуса. Корпус на фронт не был отправлен, а генерал Довбор-Мусницкий принял решение сохранить боеспособные польские части в тылу русских войск с целью их использования в качестве подразделения армии Польского королевства, союзного армии кайзера Вильгельма. Наличие польских вооружённых сил на территории РСФСР, не подконтрольных центральной российской власти, привело к столкновениям поляков с Красной гвардией. В этих боях, в начале февраля 1918 года, корпус одержал несколько побед, наиболее важной из которых было занятие Бобруйской крепости 29 января 1918 года.
19 февраля 1918 милиция Польской военной организации участвовала в боях за Минск против войск РСФСР и милиции Рада Белорусской народной республики. Каждая из сторон преследовала свои национальные интересы. Город был поделён на польский и белорусский сектора. Также были бои в районе Татарки, под Осиповичами и в ряде других мест. После подписания Брестского мира немецкие власти решили распустить Польский корпус. Генерал Довбор-Мусницкий пробовал лавировать, опираясь на авторитет Регентского совета Польского королевства. Несмотря на негласную поддержку «пилсудчиков» во главе с Леопольдом Лис-Кулой и Мельхиором Ванковичем, начался процесс ликвидации Корпуса.
21 мая 1918 года Польский корпус был разоружён немцами в Бобруйской крепости (которую тогда контролировал), после признания суверенитета Регентского совета и просьбы немцев о капитуляции корпуса. Последний транспорт войск корпуса покинул Бобруйск 8 июля 1918 года. Солдаты корпуса после разоружения в большинстве прибыли в Варшаву, где сыграли важную роль в завоевании независимости, а впоследствии вошли в состав Войска Польского. Осенью 1918 года «довборцы» приняли участие в формировании польской армии, став кадровым составом нескольких полков. Солдаты, которые остались в России, приняли участие в формировании II Польского корпуса.
В Бобруйске на месте военного кладбища существовал большой курган, под которым были похоронены около 2 тысяч польских солдат I Корпуса. Сейчас этот курган не существует. Уменьшенная копия находится на Военном кладбище Повонзки в Варшаве, где в межвоенном двадцатилетии хоронили «довборцев».

## Организация и командование корпуса

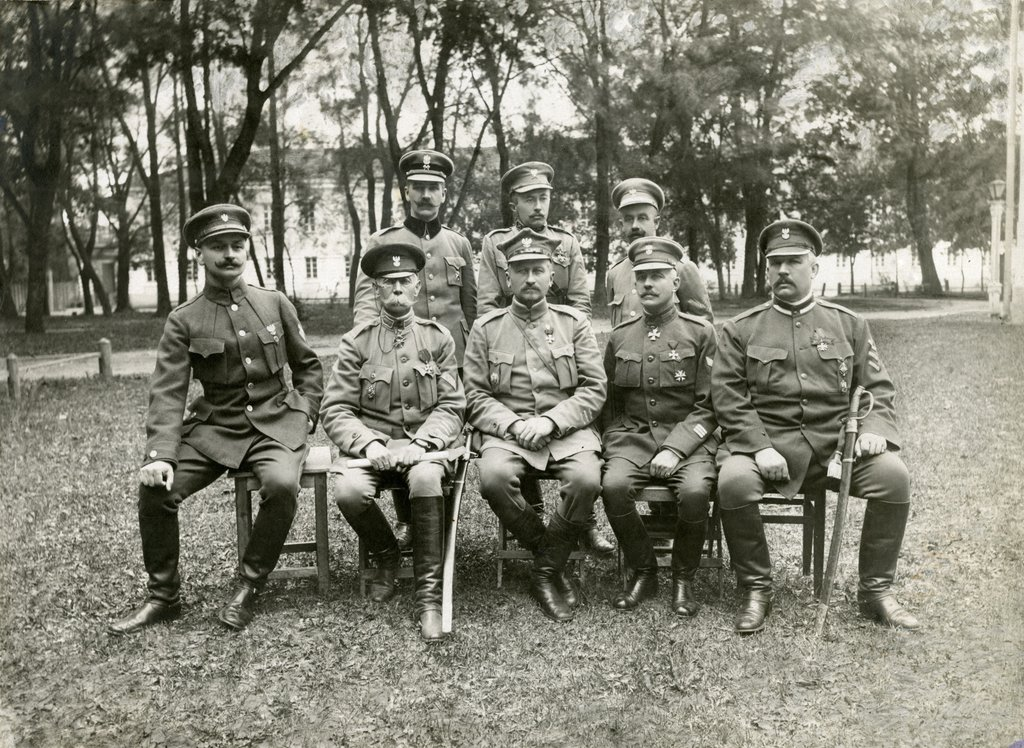
Штаб Польского корпуса

### Командование
- командир корпуса — генерал-лейтенант Юзеф Довбор-Мусницкий;
- заместитель командира — генерал-лейтенант Александр Станиславович Карницкий;
- начальник штаба — генерал-майор Владимир Петрович Агапеев[3];
- квартирмейстер — полковник Зыгмунт Рымкевич[пол.];
- интендант — полковник Блинов;
- главный инженер — подполковник Болеслав Язвинский[пол.];
- начальник санитарной части и главный хирург — генерал-майор Станислав Гурбский[пол.];
- главный врач и санитарный инспектор — генерал Александр Бернатович[пол.] (1917—1918); Бронислав Малевский (1918);

### Части Польского корпуса
- 1-я польская стрелковая дивизия — генерал Густав Остапович[пол.];
- 2-я польская стрелковая дивизия[пол.] — генерал Юзеф Шамота[пол.];
- 3-я польская стрелковая дивизия[пол.] — генерал Вацлав Ивашкевич;
- 1-я дивизия польских улан — полковник Зигмунт Лемпицкий[пол.];
- Бригада резерва — генерал Юзеф Павловский[пол.];
- 1-я артиллерийская бригада — полковник Казимир Плавский[пол.];
- 2-я артиллерийская бригада — полковник Тадеуш Ястржембский[пол.];
- миномётный дивизион — подполковник Болеслав Богуш-Сестженцевич[пол.];
- конный дивизион тяжёлой артиллерии[пол.];
- парковый дивизион;
- 1-й инженерный полк[пол.];
- вспомогательные части;
- Рыцарский легион[пол.].

## Подразделения корпуса

### 1-я польская стрелковая дивизия
Формирование началось осенью 1917 года в Гусятине, а позднее в Старом Быхове. В декабре 1917 года штатный состав дивизии был: 371 офицер, 36 врачей, 52 старшин, 16927 строевых солдат, 2308 нестроевых солдат, около 4500 лошадей. Фактический состав соответственно: 397, 21, 35, 5049, 2002, около 2400.
Командир дивизии — генерал Густав Остапович;

Капелан — ксёндз Тадеуш Яхимовский;

Командиры бригад:

генерал-майор Викентий Иванович Одынец;
полковник Даниэль Конаржевский.

### 2-я польская стрелковая дивизия
Формировалась осенью 1917 года в Зубчёве. В декабре 1917 года штатный состав дивизии был: 371 офицер, 36 врачей, 52 старшин, 16927 строевых солдат, 2308 нестроевых солдат, около 4500 лошадей. Фактический состав соответственно: 372, 13, 17, 3494, 863, около 530.
Командир дивизии — генерал Юзеф Шамота.

### 3-я польская стрелковая дивизия
Формировалась осенью 1917 года в Ельне. В декабре 1917 года штатный состав дивизии был: 320 офицеров, 29 врачей, 44 старшин, 14771 строевых солдат, 2002 нестроевых солдат, около 2350 лошадей. Фактический состав соответственно: 329, 10, 22, 2264, 1151, около 1590.
Командир дивизии — генерал-майор Юзеф Лесневский

Затем — генерал-майор Вацлав Ивашкевич-Рудошанский.

### 1-я дивизия польских улан
Сформирована весной 1918 года в Бобруйской крепости.
Командир дивизии — полковник Зигмунт Лемпицкий;

Начальник штаба — Мариан Пшевлоцкий;

Командиры полков:

1-й полк уланов — полковник Мужинский, затем ротмистр Джевицкий;
2-й полк уланов — ротмистр Адольф Вараксевич;
3-й полк уланов — ротмистр Стефан Стржеменский;
дивизион конной артиллерии — полковник Владислав Обух-Вощатынский;

### Бригада резерва
Сформирована осенью 1918 года. Штатный состав бригады был: 75 офицеров, 9 врачей, 18 старшин, 1819 строевых солдат, около 380 лошадей. Фактический состав соответственно: 216, 4, 10, 2264, 670, около 85.
Командир — генерал Юзеф Павловский, затем полковник Курило;

1-й резервный полк — полковник Шишко, затем Кубяк;
2-й резервный полк — полковник Заланский, затем штабс-капитан Очесалский;